# Bembidion tenellum
Bembidion tenellum är en skalbaggsart som beskrevs av Wilhelm Ferdinand Erichson 1837. Bembidion tenellum ingår i släktet Bembidion, och familjen jordlöpare. Arten förekommer tillfälligt i Sverige, men reproducerar sig inte.